# Dust: An Elysian Tail
Dust: An Elysian Tail ist ein Action-Rollenspiel. Es wurde von dem unabhängigen Designer Dean Dodrill entwickelt und von Microsoft Studios publiziert. Am 15. August 2012 erschien es erstmals auf Xbox Live Arcade. Am 24. Mai 2013 folgte eine Veröffentlichung für Microsoft Windows auf Steam. Im Oktober 2014 ist die Version für die PlayStation 4 mit einer 1080p-Auflösung und einer Bildfrequenz von 60 fps erschienen. Im Oktober 2015 erschien eine Version für iOS und im September 2018 für Nintendo Switch.

## Spielmechanik
Dust spielt in der fiktiven Welt Falana, die von menschenähnlichen Tieren bewohnt wird. Die Spielwelt besteht aus zweidimensionalen Ebenen. Der Spieler übernimmt die Kontrolle über die Titelfigur Dust, der versucht, sich an seine Vergangenheit zu erinnern. Dust verfügt über ein lebendes Schwert, die Klinge Ahrah. Fidget, die Hüterin des Schwerts, fungiert als Gefährtin von Dust und kann Geschosse verschießen.
Der Spieler kann im Laufe des Spiels Power-ups finden, die die Spielmechanik permanent verändern, wie zum Beispiel die Fähigkeit, einen Doppelsprung auszuführen oder zu einer vorher unerreichbaren Ebene zu klettern. Das Spiel beinhaltet zudem Elemente von Rollenspielen; Dust kann Erfahrungspunkte sammeln, indem er Gegner besiegt und so Level aufsteigen. Somit können verschiedene Werte, wie zum Beispiel Trefferpunkte oder Magiepunkte erhöht werden. Der Spieler kann mit Nicht-Spieler-Charakteren interagieren, Gegenstände kaufen oder verkaufen und Quests erhalten.

## Entwicklung
Mit Ausnahme der Synchronisierung, dem Soundtrack und Teilen der Geschichte, wurde Dust gänzlich von Dodrill gestaltet und programmiert. Ein Illustrator, der früher Grafiken für Jazz Jackrabbit 2 von Epic Games gezeichnet hat. Er kalkulierte eine Entwicklungszeit von etwa drei Monaten, was im Endeffekt zu dreieinhalb Jahren wurde. Er hatte ursprünglich ein Jump ’n’ Run im 8-bit-Stil geplant, das den frühen Castlevania Titeln ähneln sollte. Die Inspirationen für das finale Spiel kamen durch Titel wie Metroid, Golden Axe und Ys I & II, welche Dodrill als seine Lieblingsspiele nennt.
Das Spiel war ursprünglich für den Xbox 360 Indie Games Kanal geplant, gewann 2009 allerdings die Microsoft Dream.Build.Play Challenge und wurde mit einer Veröffentlichung auf Xbox Live Arcade belohnt. Dust: An Elysian Tail war ursprünglich für eine Veröffentlichung Ende 2011 vorgesehen, wurde jedoch auf Sommer 2012 verschoben.

### Synchronisierung
Das Spiel wurde komplett auf Englisch synchronisiert.
- Lucien Dodge – Dust, Jin, Cassius
- Kimlinh Tran – Fidget
- Edward Bosco – Ahrah
- Amber Lee Connors – Ginger
- Mick Lauer – Elder Gray Eyes
- River Kanoff – General Gaius
- Edwyn Tiong – Fuse
- Eileen Montgomery – Lady Tethys
- Joshua Tomar – Baron Kane
- Anna Kingsley – Haley
- Steven Kelly – Mayor Bram
- Mike Varker – Avgustin
- Michael Johnston – Reed
- Nathaniel Arnold – Ladenbesitzer Mordecai
- Ty Konzak – Bean
- John Mondelli – Calum
- Karen Kahler – Oneida, FloHop
- Kamran Nikhad – Geehan
- Francine L. Farley – Cora
- Stephen P. Lynch – Fale
- Andy Dennis – Gianni
- Amanda Gonzalez – Colleen
- Erica Mendez – Corbin
- Justin Briner – Moska
- Miranda Gauvin – Sarahi
- John Aponte – Matti
- Elizabeth Freeman – Bopo
- Kira Buckland – MaMop
- David Dixon – Blop
- Matthew Gafford – Old Gappy
- Teresa Decher – SmoBop
- Chris Guerrero – Kommandant
- Curtis Arnott – Soldat
- Xander Mobus – Händler Sereth
- Sean Chiplock – Sanjin
- Chris Niosi – Mondblüter Soldat A
- Cody Coleman – Mondblüter Soldat B
- Zach Holzman – Mondblüter Soldat C
- Blake Swift – Mondblüter Soldat D
- Noah Scammon – Mondblüter Soldat E

## Soundtrack
Der offizielle Soundtrack wurde am 1. Oktober 2012 veröffentlicht. Er wurde von HyperDuck SoundWorks komponiert und enthält 37 Tracks mit einer Gesamtlänge von 1,79 Stunden.

## Rezeption und Verkauf
Dust: An Elysian Tail erhielt überwiegend positive Rezensionen von Kritikern. Die Xbox-360-Version erhielt auf den Review-Websites Metacritic 83 Punkte und auf GameRankings Bewertungen von 84 % und 84,20 %. Dust wurde im August 2012 über 45.000 mal verkauft und bis Ende 2012 83.000 mal.
Official Xbox Magazine vergab eine Wertung von 9,5 von 10 und lobte die detailreichen Umgebungen und die Animationen. Das Kampfsystem wurde ebenfalls befürwortet.
Vincent Ingenito von IGN gab dem Spiel eine Bewertung von 8,5 von 10 und sagte (frei übersetzt): „Die RPG-Elemente hätten stärker sein können, die Endgegnerkämpfe sind ein wenig enttäuschend, aber wenn das die schlimmsten Dinge an einem Spiel sind, ist man ziemlich gut dabei.“ Er befürwortete die lebendigen und abwechslungsreichen Hintergründe, die Spielmechanik und das Preis-Leistungs-Verhältnis.
Toonami vergab eine Wertung von 8 von 10 und beschrieb es als Beat ’em up, das einem vorkommt, als schaue man einen Zeichentrickfilm, wobei die handgezeichneten Animationen gelobt wurden. Dort hieß es auch (frei übersetzt): „Ein Haufen Nebenaufgaben, viele Geheimbereiche zum Erkunden und ein paar wirklich coole Extras machen Dust: An Elysian Tail besser als der Rest.“
Tom McShea von GameSpot gab dem Spiel eine Bewertung von 7 von 10, kritisierte das Kampfsystem, die Synchronisierung und die Geschichte. Andere Aspekte, wie die vielfältigen und lebendig wirkenden Hintergründe, die zugängliche Steuerung und die Nebenaufgaben im Spiel, wurden gelobt.